# American Depositary Receipt
Ein American Depositary Receipt (auch American Depository Receipt, abgekürzt ADR) oder American Depositary Share ist ein auf US-Dollar lautender, von US-amerikanischen Depotbanken (depositary banks) in den USA ausgegebener Hinterlegungsschein, der eine bestimmte Anzahl hinterlegter Aktien eines ausländischen Unternehmens verkörpert und an deren Stelle am US-Kapitalmarkt gehandelt werden kann.

## Grundlagen

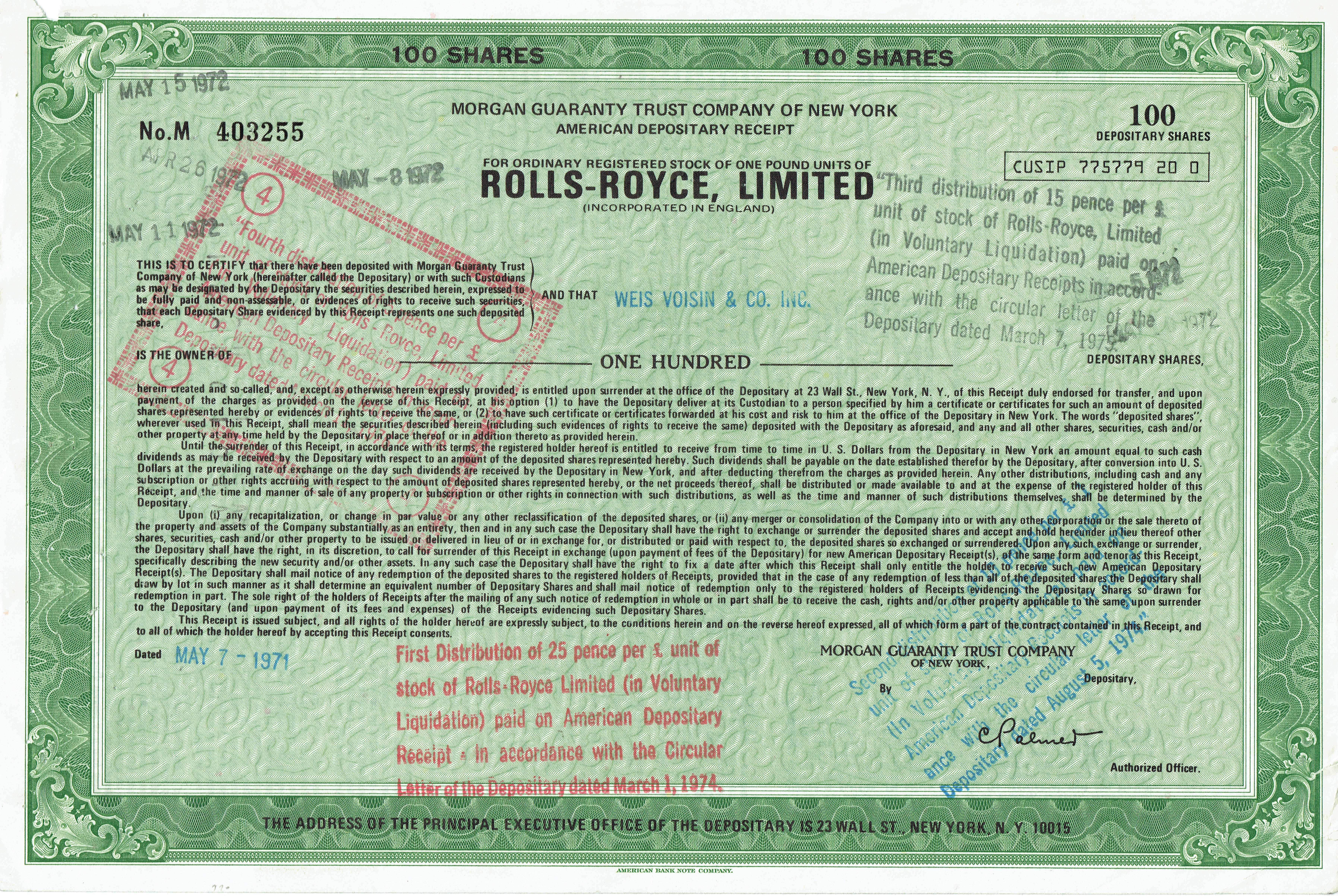
American Depositary Receipt der Rolls-Royce Limited vom 7. Mai 1971, ausgestellt von der Morgan Guaranty Trust Company.

Ein ADR ist ein Zertifikat, das von einem US-amerikanischen Kreditinstitut ausgestellt wird, das die zugrundeliegenden Aktien in Verwahrung genommen hat. Ein ADR repräsentiert in der Regel einen Bruchteil einer Aktie, kann aber auch einer vollen Aktie oder der Vielzahl dieser entsprechen. Eine Übertragung von ADR erfolgt durch Indossament und Übergabe. Der jeweilige Inhaber eines ADR kann jederzeit gegen Rückübertragung des Zertifikats an die Depotbank die Herausgabe der bei einer ausländischen Hinterlegungsbank (custodian bank), in der Regel der Zweigstelle der Depotbank im Sitzstaat des ausländischen Unternehmens, verwahrten Aktien bzw. deren Verkauf an der ausländischen Börse verlangen.
ADRs dienen der Erleichterung von Geschäften mit ausländischen Wertpapieren in den Vereinigten Staaten. Das ADR kann an einer amerikanischen Börse gehandelt werden, ohne dass sich die Aktiengesellschaft dem vollständigen Zulassungsverfahren der United States Securities and Exchange Commission (SEC), das ansonsten für eine Börsennotierung notwendig wäre, unterziehen muss.
Motive für die Emission von ADRs liegen unter anderem in den Anforderungen für die Börsenzulassung in den USA, wo beispielsweise ausschließlich Namensaktien zum Handel zugelassen werden können, nicht dagegen die in Deutschland dominierende Gattung der Inhaberaktien.
Ein weiterer Grund für die Konstruktion von ADR-Programmen liegt darin, dass bestimmte amerikanische institutionelle Investoren, wie staatliche Pensionsfonds, Lebensversicherungsgesellschaften oder Kreditinstitute, Beschränkungen hinsichtlich deren Investment in ausländische Wertpapiere unterliegen. Da ADR wie amerikanische Aktien behandelt werden, kann so ohne die Emission von Aktien auf dem US-Kapitalmarkt dieser von ausländischen Unternehmen genutzt werden.
Eine Ausgabe von ADR kann grundsätzlich in der Form von unsponsored- oder sponsored-ADR-Programmen erfolgen. Bei unsponsored ADR-Programmen geht die Initiative allein von einer amerikanischen Depotbank oder einem Händler aus. Die Kosten für das ADR-Programm sind regelmäßig von den Investoren zu tragen. Darüber hinaus ist die Depotbank aufgrund des fehlenden Depotvertrages mit dem ausländischen Unternehmen nicht verpflichtet, Informationen des Unternehmens an die Investoren weiterzuleiten. Unsponsored-ADR-Programme werden an vielen Börsen nicht zum Handel zugelassen, so dass ihnen nur geringe praktische Bedeutung zukommt.
Bei sponsored ADR-Programmen geht die Initiative vom Emittenten aus und wird von diesem in Zusammenarbeit mit der Depotbank realisiert. Dabei wird ein Depotvertrag (depositary agreement) geschlossen, der die Depotbank verpflichtet, die Ausgabe und Rücknahme von Zertifikaten, die Ausübung von Stimmrechten durch den US-Investor, die Weitergabe von Dividenden und Unternehmensinformationen und die Programmpflege zu übernehmen. Der Großteil der entstehenden Kosten bei sponsored-ADR-Programmen wird von dem emittierenden Unternehmen getragen. Neben einer Privatplatzierung gibt es drei verschiedene Ausprägungen für sponsored-ADR-Programme:

### Level I
Durch ein Level-I-Programm kann für bereits existente Aktien eines Unternehmens ein Handel in den USA auf dem OTC-Markt (Außerbörslicher Handel) initiiert werden. Hiermit kann jedoch weder neues Kapital aufgenommen noch das ADR an einer US-Börse notiert werden.
Ein Level-I-Programm muss mit dem Formular Form F-6 bei der SEC gemäß den Bestimmungen des Securities Act (SA) angemeldet werden. Form F-6 verlangt nur Informationen über das ADR-Programm selbst, jedoch nicht über den dahinterstehenden ausländischen Emittenten. Eine Registrierung der hinterlegten Aktien nach dem Securities Exchange Act (SEA) ist aufgrund der Ausnahmeregelung der Rule 12g3-2(b) im Regelfall nicht erforderlich, da die ADR eines Level-I-Programms weder an einer US-Börse noch im NASDAQ-System gehandelt werden sollen. Bei der SEC müssen die im Heimatmarkt des Unternehmens veröffentlichten Informationen in einer englischen Übersetzung eingereicht werden. Der bedeutende Vorteil eines Level-I-Programms gegenüber höhergradigen Programmen liegt in der fehlenden Verpflichtung zur Rechnungslegung nach US-GAAP.
Neben den an die Öffentlichkeit gerichteten Level-I- bis Level-III-Programmen besteht die Möglichkeit einer Privatplatzierung nach Rule 144 A, die sich an spezielle institutionelle Käufer (Qualified Institutional Buyers) richtet. Eine Privatplatzierung hat den Vorteil, dass kein aufwändiges Registrierungsverfahren notwendig und kein Abschluss nach US-GAAP erforderlich ist.

### Level II
Für eine Notierung an einer US-amerikanischen Börse oder im NASDAQ ist mindestens ein Level II-ADR-Programm aufzulegen. Hierbei müssen neben dem Form F-6 auch die zugrundeliegenden Aktien nach den Bestimmungen des SEA bei der SEC registriert und die Berichts- und Offenlegungsanforderungen der jeweiligen Börse beachtet werden. Eine Registrierung der Aktien erfolgt bei der SEC mit Form 20-F, das umfangreiche Angaben über den Emittenten verlangt. Es sind Abschlüsse nach US-GAAP vorzulegen, wesentliche Anteilsinhaber zu nennen und Angaben über die Vorstands- u. Aufsichtsratsmitglieder zu machen. Die Registrierung zieht außerdem eine mindestens jährliche Berichtspflicht in vergleichbarem Umfang nach sich.

### Level III
Für die Aufnahme von Kapital durch die Emission neuer Aktien im Sitzstaat des Emittenten und den Handel der zugehörigen ADR an einer US-Börse ist ein Level-III-Programm erforderlich. Neben den Formblättern Form F-6 und Form 20-F ist das Formblatt F-1 einzureichen; die dort geforderten Pflichten zur Offenlegung und Aufstellung von Jahresabschlüssen nach US-GAAP entsprechen weitgehend denen nach Form 20-F.

### Risiken
Anlegerschützer weisen darauf hin, dass mit dem Kauf von ADR in bestimmten Situationen zusätzliche Kosten & Risiken verbunden sein können, insbesondere bei Kapitalerhöhungen oder Einstellungen eines ADR-Programms.